# Fuding
Fuding (chiń. upr. 福鼎市; pinyin Fúdǐng) – miasto na prawach powiatu w południowo-wschodnich Chinach, w prowincji Fujian, w prefekturze miejskiej Ningde. W 2010 roku szacunkowa liczba mieszkańców miasta wynosiła 64 843.